# The Brothers Four
The Brothers Four — американський музичний колектив, створений у 1957 році.

## Історія
Група була утворена в 1957 році. Її перші учасники Боб Флік, Джон Пейн, Дік Фолі і Майк Кіркланд зустрілися в університеті Вашингтона.
У 1959 році група підписала контракт із звукозаписною компанією Columbia Records.
Найбільш відомі композиції: Greenfields (1960), яка досягла другого місця в The Billboard Hot 100 і перших місць у національних чартах, і The Green Leaves of Summer з фільму "Форт Аламо", номінована на премію Оскар.
У репертуарі колективу багато народної музики. The Brothers Four відома як одна з груп у музичному русі фолк-рівайвл.
Пісню Greenfields зі словами Роберта Рождественського під назвою «Місто дитинства» виконувала Едіта П'єха.

## Склад групи

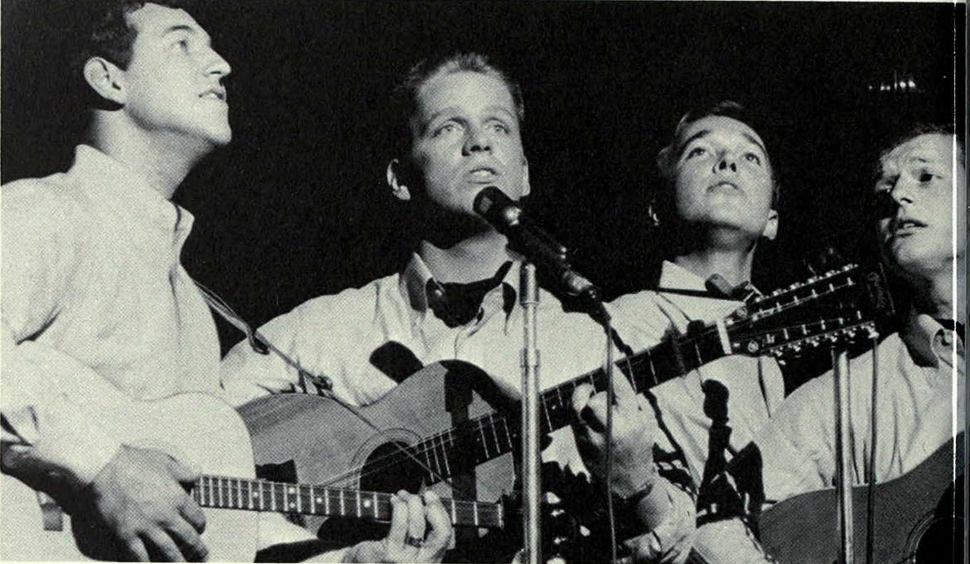
Brothers Four в 1964 році

У даний час учасниками групи є:
- Боб Флік — бас-гітара, продюсер, аранжувальник
- Марк Пірсон — гітара, банджо (з 1969 по 1971, з 1989 по теперішній час)
- Майк Маккой
- Карл Олсен

### Колишні учасники
- Джон Пейн — гітара
- Майк Кіркланд — гітара, банджо (з 1957 по 1969 рік)
- Дік Фолі — гітара (з 1957 по 1990 рік)

## Дискографія

### Альбоми
- 1960 — The Brothers Four
- 1960 — Rally'Round
- 1961 — B. M. O. C. (Best Music On/Off Campus)
- 1961 — Roamin
- 1961 — The Brothers Four Song Book
- 1962 — The Four Brothers In Person
- 1962 — The Brothers Four Greatest Hits
- 1963 — Cross-Country Concert
- 1963 — The Big Dance Hits
- 1964 — More Big Dance Hits
- 1964 — Sing Of Our Times
- 1965 — The Honey Wind Blows
- 1965 — By Special Request
- 1966 — Try To Remember
- 1966 — A Beatles' Songbook
- 1966 — Merry Christmas
- 1969 — Four Strong Winds

### Сингли
- 1960 — Greenfields
- 1960 — My Tani
- 1960 — The Green Leaves of Summer
- 1960 — Follow the Drinkin' Gourd
- 1961 — Frogg
- 1962 — Blue Water Line
- 1963 — Hootenanny Saturday Night
- 1965 — Try to Remember
- 1966 — i'll Be Home for Christmas